# Жиганшин, Ренат Рифатович
Жига́ншин Рена́т Рифа́тович (31 июля 1974 года, Горький, РСФСР, СССР) — дирижёр симфонического оркестра.

## Биография
Родился в 1974 году в городе Горьком (ныне Нижний Новгород). Музыкальное образование начал в семилетнем возрасте в Нижегородской (Горьковской) хоровой капелле мальчиков, затем поступил в Нижегородское музыкальное училище им. Балакирева в класс Л. Н. Мореновой. Профессиональное дирижёрское образование получил в Московской консерватории (в 1998 году окончил с отличием дирижёрско-хоровой факультет по классу профессора Б. Г. Тевлина, в 2001 году — факультет оперно-симфонического дирижирования у профессора М. Ф. Эрмлера).
В 2005 году Жиганшин окончил аспирантуру Нижегородской консерватории по классу профессора А. М. Скульского.
С 2004 года Жиганшин — дирижёр Академического симфонического оркестра Нижегородской филармонии. Кроме того, он сотрудничает с театрами оперы и балета разных городов России. В 2000—2005 годах был музыкальным руководителем и дирижёром Пермского академического театра оперы и балета, в 2006—2007 годах — художественным руководителем и дирижёром Магнитогорского театра оперы и балета. 13 октября 2007 года с дирижёром заключил контракт на сезон 2007—2008 г. Нижегородский театр оперы и балета им. Пушкина.
Выступал с симфоническими оркестрами Башкортостана и Татарстана, оркестрами Ростовского музыкального театра, оперной студии Московской консерватории и оркестром Министерства обороны России. Он участвовал в совместных проектах с Г. А. Гараняном (саксофон), Б. Т. Штоколовым (бас), пианистами Н. А. Петровым и Д. Л. Мацуевым. 22 марта 2008 году Жиганшин выступил в дуэте со скрипачом А. Ш. Миндиашвили на сцене Нижегородского кремлёвского концертного зала.
Р. Р. Жиганшин большое внимание уделяет воспитанию нового поколения музыкантов. Он дирижирует оркестром на ежегодном фестивале «Новые имена», в котором участвуют юные музыканты Москвы и Нижнего Новгорода, концертах абонемента «По ступенькам музыкальных знаний».
В октябре 2010 года женился на своей студентке Светлане Пантюхиной. Развелся с ней в 2015 году. Имеет дочку Линару.
В 2015 году снялся в эпизоде 12 серии сериала «Метод». Рената Рифатовича можно увидеть в самом начале серии, в качестве дирижёра.